# Лима Магальяйнс, Матеус
Мате́ус Ли́ма Магалья́йнс (порт.-браз. Matheus Lima Magalhães; род. 29 марта 1992, Белу-Оризонти) — бразильский футболист, вратарь сербского клуба «Црвена звезда». 

## Клубная карьера
Профессиональную карьеру начал в 2012 году в «Америка Минейро», после того как провёл 3 сезона за молодёжный состав клуба. Летом 2014 года перешёл в португальский клуб «Брага».
4 февраля 2025 года перешёл на правах аренды в нидерландский «Аякс» до конца сезона. 23 февраля дебютировал в Эредивизи в домашнем матче с «Гоу Эхед Иглз».

## Личная жизнь
Его старший брат, Мойзес, также является профессиональным футболистом и играет на позиции полузащитника.

## Достижения

### Командные
«Брага»
- Обладатель Кубка Португалии (2): 2015/16[8][9], 2020/21[10]
- Обладатель Кубка португальской лиги: 2019/20